# Kirche Hl. Sava (Foča)
Die Kirche Hl. Sava (serbisch: Црква Светог Саве, Crkva Svetog Save) ist eine serbisch-orthodoxe Kirche in der ostbosnischen Stadt Foča.
Die Kirche ist dem serbischen Nationalheiligen, dem ersten Erzbischof und dem Erleuchter des serbischen Volkes, Sava von Serbien, geweiht. Sie gehört zur Pfarrei Foča im Dekanat Foča, der Metropolie Dabrobosnien der Serbisch-Orthodoxen Kirche.
Die von 2006 bis 2012 erbaute Kirche gilt als das größte orthodoxe Kirchengebäude in Bosnien und der Herzegowina und als eine der größten orthodoxen Kirchen der gesamten Balkanhalbinsel.

## Lage
Die Kirche befindet sich im Stadtzentrum von Foča an der Straße Svetosavska ulica. Sie steht am rechten Ufer des Flusses Ćeotina, eines rechten Nebenflusses der Drina, mitten im umzäunten Kirchhof mitsamt einem kleinen Park. Unweit der Kirche mündet die Ćeotina in die Drina.
Nahe der Kirche befindet sich der Aladža-Park, in dem die bekannte aus osmanischer Zeit stammende Aladža-Moschee steht.
Die Opština Foča mit der gleichnamigen Stadt als Zentrum liegt in der Republika Srpska, einer der zwei großen Entitäten des südosteuropäischen Landes.

## Geschichte

### Vorgeschichte

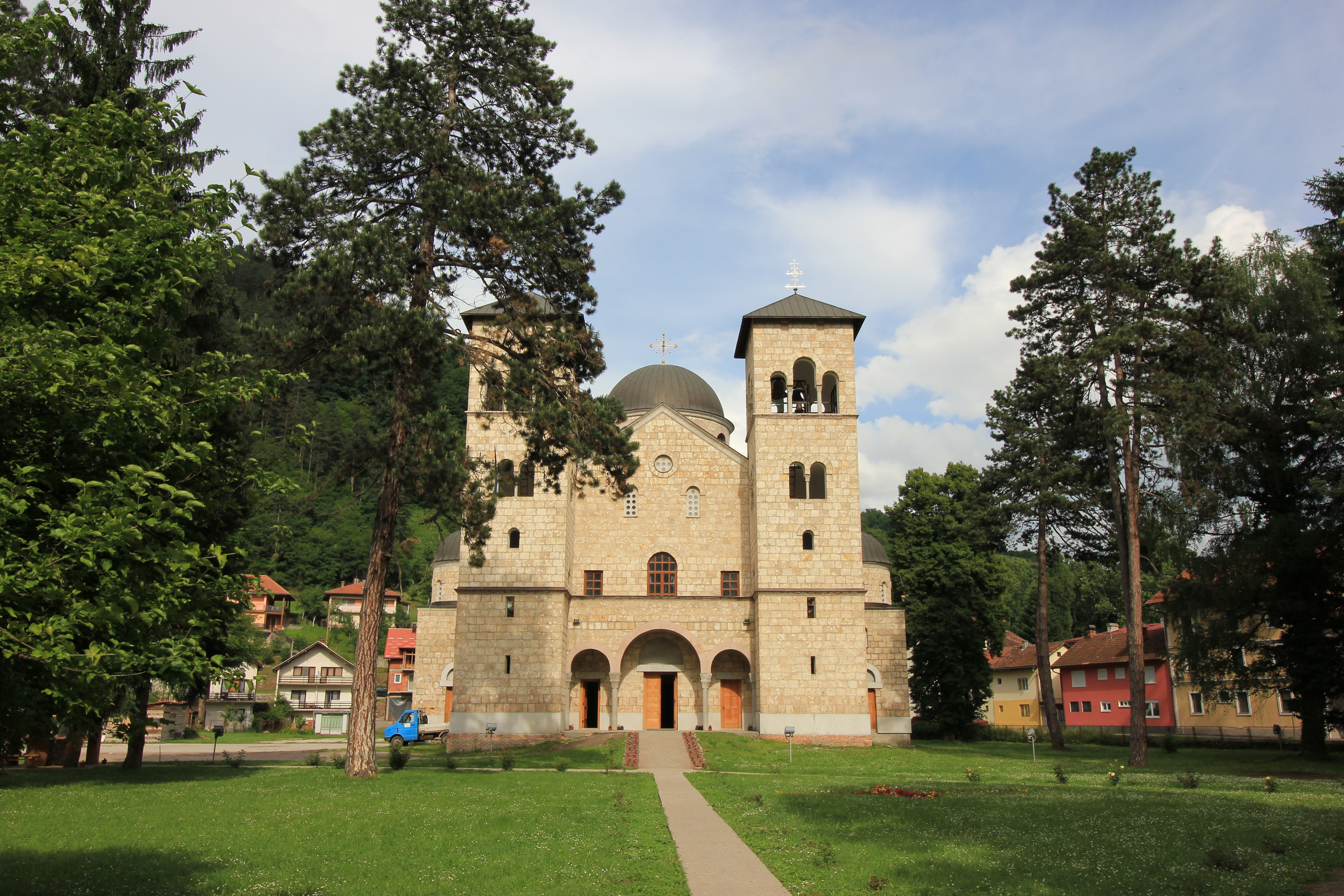
Die Kirche mit umgebendem Park

Laut historischen Quellen standen vor der osmanischen Eroberung Bosniens, im ehemaligen Hoča (der heutigen Stadt Foča), mindestens zwei orthodoxe Kirchen.
Eine der Kirchen stand auf dem Gelände der heutigen Prijeka-Čaršija, im engeren Stadtzentrum. Nach Angaben des Kunsthistorikers, Alija Bejtić, wurde die Kaisermoschee auf ihren Fundamenten errichtet, während andere Historiker vermuten, dass sich die Kirche, in der Nähe der heutigen Moschee, unterhalb des Stadtmarktes befand.
Die zweite Kirche mit einem orthodoxen Friedhof und einem Kloster befand sich am rechten Ufer der Ćeotina, in der Gegend des Kaursko polje, wo sich heute das Gymnasium und die Stadthalle befinden. Aus historischen Quellen geht hervor, dass das Kloster am Kaursko polje, einer der Sitze der Metropolie Mileševa war. Diese Kirchen wurden von den Osmanen zerstört.
Mitte des 19. Jahrhunderts, während der türkischen Herrschaft, gelang es den Serben aus Foča, die Erlaubnis zum Bau der Kirche Hl. Vater Nikolaus zu erhalten und zu errichten, allerdings außerhalb des engeren Stadtgebiets, im von Serben bewohnten Teil der Stadt, der Srpska Varoš, auf einem Hügel, oberhalb der Stadt Foča.
Die orthodoxe Bevölkerung hatte ein Gelöbnis abgelegt, wieder im Stadtzentrum von Foča eine Kirche zu erbauen. Dieser Wunsch wurde auch in einem bekannten Volksvers niedergehalten. Mit dem Bau der Kirche Hl. Sava in Foča wurde das jahrhundertealte Gelübde der orthodoxen Bevölkerung von Foča erfüllt.

### Der Kirchenbau in den 1990er Jahren
Die Entscheidung die Kirche zu bauen, wurde 1993 getroffen. Für den Kirchenbau wurde ein Standort am rechten Ufer der Ćeotina, in der Nähe des Kaursko polje gewählt. 1994 während des Bosnienkriegs begannen die ersten Vorbereitungen. Es kam jedoch in Folge der wirtschaftlichen Situation nach dem Kriegsende zu einem vorzeitigen Baustopp der Kirche.
Die Kirche wurde mit dem Segen des damaligen serbischen Patriarchen, Pavle, und nach einem Projektplan des bekannten Belgrader Architekten Predrag Ristić erbaut. Die Ausführung der Bauarbeiten wurde Veljko Golijanin aus Pale anvertraut.
Das Baugelände und das darauf aufgestellte Kreuz wurden am 11. Mai 1998, vom Metropoliten, Nikolaj, gesegnet.

### Der Kirchenbau seit den 2000er Jahren
Am 2. September 2006 wurde mit dem Bau der Kirchenfundamente begonnen. Und am 14. Oktober gleichen Jahres, dem Feiertag der Mariä Schutz und Fürbitte, wurden die Kirchenfundamente vom damaligen Metropoliten der Metropolie Dabrobosnien Nikolaj geweiht. Pate der Kirchenfundamente war mit dem Segen von Patriarch Pavle, Zdravko Krsmanović.

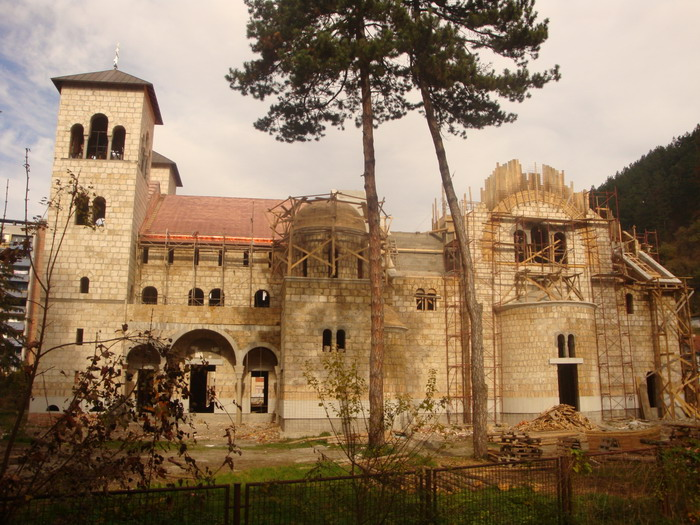
Die im Bau befindliche Kirche im November 2010

Im September 2012 standen die Kirchenwände, die Betonierung der zentralen Kuppel der Kirche war abgeschlossen und die Kirche wurde mit einem Dach aus Kupferabdeckungen bedeckt. Am 14. Oktober gleichen Jahres wurden die zehn Kirchenglocken und die Kirchenkreuze, die von verschiedenen Donatoren stammen, in der Kirche geweiht und installiert bzw. aufgestellt. Die Kirchenkreuze wurden in Serbien hergestellt und eines ist ein Geschenk des Präsidenten der Republika Srpska, Milorad Dodik.
Seit Ostern 2013 finden in der Kirche regelmäßig Gottesdienste statt. Die Kirche hat eine sehr enge Zusammenarbeit mit der Serbisch-orthodoxen theologischen Fakultät und dem Priesterseminar zu Foča.
Im Jahre 2019, dem 800-jährigen Jubiläum der Autokephalie der Serbisch-orthodoxen Kirche, wurde mit den Arbeiten im Inneren der Kirche begonnen. Die marmorne Ikonostase und der Altar wurden im Mai 2019 in der Kirche aufgestellt. Das Bodenmosaikprojekt wurde vom Architekten Dušan Stanojević entworfen, der auch die Bodenmosaike der Christi-Auferstehungs-Kathedrale in Podgorica und der Kathedrale Hl. Jovan Vladimir in Bar entworfen hatte.

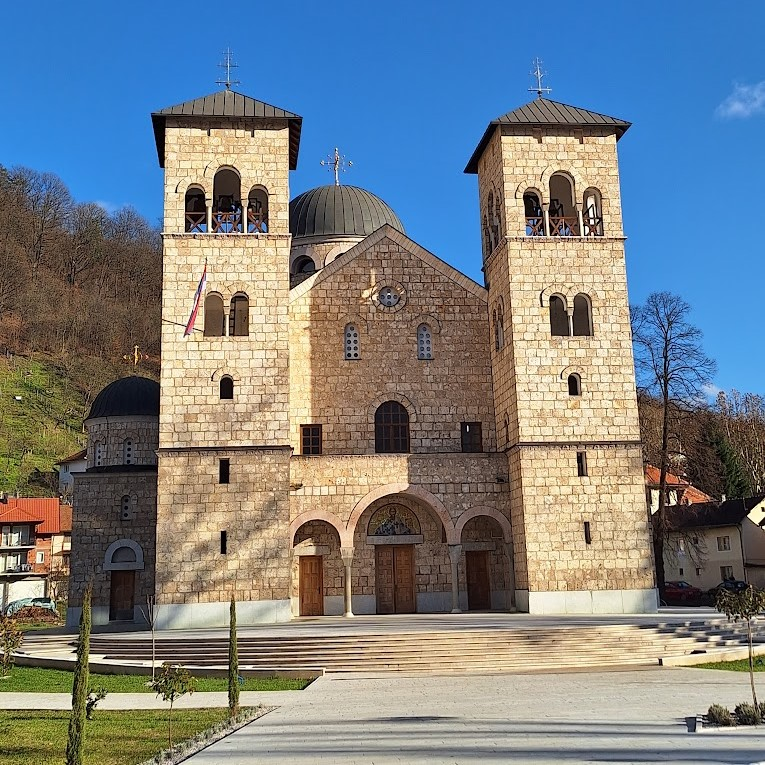
Die Westfassade der Kirche Hl. Sava mit dekorativen Plateau

Im Januar 2020 wurden die Fußbodenheizung und das künstlerisch wertvolle Marmormosaik in der Kirche verlegt. 2022 wurde mit der Gestaltung des Geländes um das Kirchengebäude begonnen. Es wurden ein Steinweg rund um die Kirche, ein neuer Rasen, ein großes Plateau vor dem Haupteingang mit einer großen halbrunden Treppe, und mehreren Zufahrtswegen aus verschiedenen Richtungen in Form eines Fächers, Beleuchtung und ein dekorativer großer Springbrunnen angelegt und aufgestellt. Dabei wurden 2.400 Quadratmeter mit Granitplatten belegt. Es ist geplant, auf dem großen Springbrunnen ein Denkmal des Hl. Sava aufzustellen.
Der konzeptionelle Projektplan der Gestaltung des Kirchengeländes wurde vom derzeitigen Metropoliten der Metropolie Dabrobosnien, Hrizostom, dem Priester, Dušan Andrić, und dem jungen Architekten, Stefan Lakić, aus Višegrad, entworfen. Das Haupt- und Umsetzungsprojekt wurde von der Firma „Gradis invest“ aus Srbac durchgeführt.
Über der zentralen Tür des Haupteinganges an der Westseite der Kirche befindet sich eine Ikone des Hl. Sava, in Form eines Mosaikes. Dies ist ein Werk des Mosaikkünstlers, Milan Pilipović, aus der nordserbischen Stadt, Bačka Palanka. Diese wurde Ende September 2022 angebracht. Ebenfalls im September 2022 wurde ein Kronleuchter im Kircheninneren installiert, dieser wurde von der Firma „Anastasios“ aus Thessaloniki in Griechenland, hergestellt, deren Besitzer Dimitrios Mihailidis ist.
Dieser Kirchenkronleuchter ist in dieser Gegend einzigartig. Seine Gesamtmasse beträgt eine Tonne. Die Höhe des Leuchters selbst beträgt 2,5 Meter und sein Durchmesser 6,3 Meter. Er besitzt 135 Glühbirnen und ist reich mit Ikonen und Wappen der Serbisch-Orthodoxen Kirche verziert.
Auch wurden die Arbeiten zur Fertigstellung des Marmorbodens und der marmornen Sockelleisten im Kircheninneren, entlang der gesamten Länge der Kirche, sowie an den Marmorsockeln um die Säulen und Treppen im Narthex und der Bau der marmornen Gottesmutter- und Bischofsthrones durchgeführt.
Am 26. November 2023, dem Feiertag des Hl. Johannes Chrysostomos, wurde die Kirche Hl. Sava in einem feierlichen Gottesdienst unter der Leitung des derzeitigen serbischen Patriarchen: Porfirije, mit der Konzelebration, des Metropoliten der Metropolie Dabrobosnien: Hrizostom, des Metropoliten der Metropolie von Montenegro und dem Küstenland: Joanikije II., des Metropoliten der Eparchie Žiča: Justin, des Metropoliten der Eparchie von Düsseldorf und ganz Deutschland: Grigorije, des Bischofs der Eparchie Pakrac-Slawonien: Jovan, des Bischofs der Eparchie Bihać-Petrovac: Sergije, des Metropoliten der Eparchie Zahumlje-Herzegowina und dem Küstenvorland: Dimitrije, des Bischofs der Eparchie Budimlje-Nikšić: Metodije, des Bischofs der Eparchie Šabac: Jerotej und des damaligen Vikarbischofs der Eparchie Eger: Nektarije eingeweiht.
Aufgrund seines "uneingeschränkten Beitrags" zum Bau der Kirche Hl. Sava in Foča wurde der Präsident der Republika Srpska, Milorad Dodik, zum Paten der Kirche erklärt. Zu diesem historisch wichtigen Ereignis für die Stadt waren viele Gläubige zur Kirchenweihe erschienen.

### Beginn der Freskenbemalung der Kirche
Im Oktober 2024 wurde mit dem Bemalen des Kircheninneren mit Fresken begonnen. In der ersten Phase der Freskenmalerei wird der Altarbereich mit einer Fläche von etwa 300 Quadratmetern bemalt, während die Gesamtfläche des Kircheninneren, das mit einer Vielzahl an Heiligenfiguren geschmückt werden wird, ca. 3.000 Quadratmeter beträgt.
Die Arbeiten wurden Künstlern aus der serbischen Hauptstadt, Belgrad, unter der Leitung des akademischen Malers, Aleksandar Živadinović, anvertraut. Neben Živadinović sind Darko Milojević, Petar Vujević und Miloš Rončević, an der Bemalung der Kirche beteiligt.
Der Altarteil wird mit den drei Kompositionen „Thronende Allerheiligste Gottesmutter mit Engeln“, „Christus spendet die Kommunion den Hl. Aposteln“ und „Reihenfolge der Hierarchen“ oder „Reihenfolge der Heiligen liturgischen Väter“, geschmückt.
Im Gegensatz zur alten Methode der Freskomalerei auf frischem Putz, erfolgt die Bemalung auf trockenem Untergrund mit Seccomalerei. Die Acrylfarben, die eine jahrhundertelange Haltbarkeit garantieren, sollen auf einen goldenen Hintergrund. Die Fresken werden im serbisch-byzantinischen Stil gemalt und die Farben werden etwas heller sein, da im Verhältnis zur Größe der Kirche die Fenster kleiner gehalten sind, sollen die goldenen Fresken das Licht besser reflektieren und das Himmelreich symbolisieren.
Die Kosten zur Bemalung der Kirche werden von Spenden beglichen. Unter anderem spendete der aus Foča stammende Fußballer, Rade Krunić, 10.000 Euro.
Zu den größten Geldspendern zum Bau der Kirche gehört die Regierung der Republika Srpska, die etwa eineinhalb Millionen spendete. Zu den weiteren größeren Spendern gehören die Opština Foča, die Metropolie Dabrobosnien und verschiedene Einzelpersonen, sowie die Bevölkerung der Stadt.

## Architektur

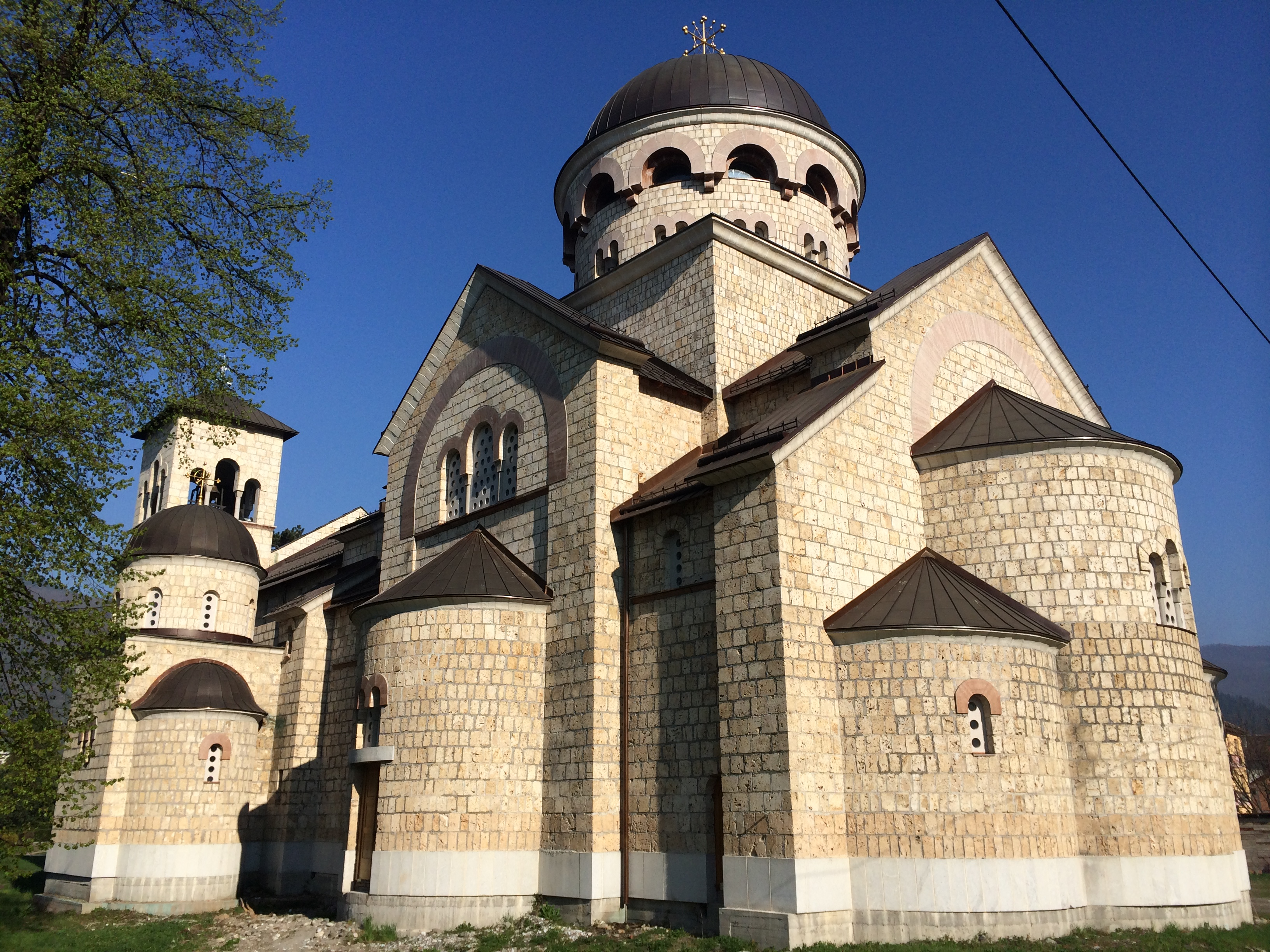
Die Ostseite der Kirche mit den Apsiden und der Rundkuppel

Die Kirche Hl. Sava mit den Dimensionen 50 m Länge, 30 m Breite und mehr als 30 m Höhe und einer Fläche die 1.500 Quadratmeter übersteigt, ist im Stil der Raška-Drina-Schule des mittelalterlichen Serbisch-byzantinischen Baustils zur Zeit der Nemanjiden-Dynastie erbaut.
Die einschiffige Kreuzkuppelkirche ist in der Form eines Trikonchos konzipiert. Der Grundriss der Kirche ist ein langgestrecktes Griechisches Kreuz, mit einer großen halbrunden Altar-Apsis in der Mitte und zwei kleineren Apsiden zu den Seiten im Osten, einer markanten Rundkuppel, die sich über dem Tambour über dem Ostteil des Kirchenschiffs erhebt und einem länglichen Narthex, der sich beginnend an der Westfassade der Kirche zur Mitte zieht.
An der Westfassade der Kirche erheben sich die zwei Kirchtürme der Kirche, sowie die Galerie mitsamt Balkon. Am Zusammenkommen des Narthex und des Kirchenschiffes sind jeweils an der Nord- und Südseite der Kirche ein mit der Kirche verbundener kleiner Nebenbau mit Rundkuppel angebaut. Die drei Haupteingänge der Kirche befinden sich an der Westseite der Kirche, es gibt auch noch weitere Eingänge an der Nord- und Südseite sowie an den zwei Nebenbauten.
Sie besitzt typisch für Orthodoxe Kirchenbauten, eine (marmorne) Ikonostase mitsamt in byzantinischer Manier gemalten Ikonen.